# Om Yun-Chol
| fecha nacimiento    = 18 de noviembre de 1991 (33 años)
| nacionalidad        = Norcoreana
| altura              = 1,52 m
| peso                = 56 kg

| deporte             = Halterofilia

| medallas            =  Londres 2012 -56 kg
 Río de Janeiro 2016 -56 kg
| medallista olímpico = sí
}}
Om Yun-Chol (Hamgyŏng del Norte, Corea del Norte; 18 de noviembre de 1991) es un halterófilo norcoreano, que compite en la prueba de 56 kg de peso. Ganó la medalla de oro en los Juegos Olímpicos de Londres 2012. Se convirtió en el quinto hombre en el mundo en poder levantar tres veces su propio peso corporal. También es el cuarto hombre en poder levantar más de 3 veces  el peso, luego de romper el récord mundial de 169 kg en la categoría -56 kg de peso durante los Campeonatos de Asia Interclub.

## Palmarés internacional
| Juegos Olímpicos | Juegos Olímpicos        | Juegos Olímpicos | Juegos Olímpicos |
| Año              | Lugar                   | Medalla          | Categoría        |
| ---------------- | ----------------------- | ---------------- | ---------------- |
| 2012             | Londres ()              | Medalla de oro   | –56 kg           |
| 2016             | Río de Janeiro (Brasil) | Medalla de plata | –56 kg           |